# Bělozářka liliovitá
Bělozářka liliovitá (Anthericum liliago), je jednoděložná rostlina z čeledi chřestovitých (Asparagaceae). Některé starší taxonomické systémy ji řadily do čeledi liliovitých v širším pojetí (Liliaceae s.l.), jiné do již neexistujících čeledi bělozářkovitých (Anthericaceae) nebo asfodelovitých (Asphodelaceae).

## Popis
Jedná se o vytrvalou rostlinu, nejčastěji dorůstá výšek 30–80 cm, pod zemí má krátký nehlíznatý oddenek. Listy jsou nahloučeny v přízemní růžici, jsou jednoduché, přisedlé se souběžnou žilnatinou. Čepele listů jsou čárkovité, cca 2–7 mm široké. Květy jsou uspořádány do květenství, většinou se jedná o jednostranný hrozen. Podobná bělozářka větevnatá (Anthericum ramosum) má zpravidla květy uspořádány do řídké laty. Okvětních lístků je 6, jsou bílé a cca 15–22 mm dlouhé, všechny víceméně stejné. Bělozářka větevnatá mívá květy menší, okvětní lístky jen 10–14 mm dlouhé a vnitřní jsou zřetelně delší než vnější. Tyčinek je 6. Gyneceum je složeno ze 3 plodolistů, je synkarpní, semeník je svrchní. Plodem je tobolka, která je vejcovitá, na vrcholu špičatá. V ČR kvete nejčastěji v květnu až červnu. Počet chromozómů je 2n=60.

## Rozšíření ve světě
Bělozářka liliovitá roste v jižní až střední Evropě, na sever ostrůvkovitě po jižní Švédsko, také roste v severní Africe a málo i v Turecku.

## Rozšíření v Česku
Roste pouze v teplejších oblastech západních, středních a severních Čech. Na Moravě chybí. Většinou se vyhýbá vápnitým substrátům, najdeme je na skalách, na suchých stráních a ve výslunných křovinách. Půda nesmí být příliš vápnitá.

## Pěstování
Někdy se bělozářka pěstuje jako trvalka. Vyžaduje slunečné polohy, polostín, sušší, živné, propustné humózní půdy. Množí se semeny nebo dělením trsů.

## Ohrožení
Bělozářka liliovitá je v "Seznamu zvláště chráněných druhů rostlin uvedeném vyhláškou Ministerstva životního prostředí ČR č. 395/1992 Sb. ve znění vyhl. č. 175/2006 Sb." považován za druh ohrožený (§3) a v "Červeném seznamu cévnatých rostlin České republiky: třetí vydání" je hodnocen jako potenciálně ohrožený druh které by měl být dále sledován (C3).